# Follegasloot
De Follegasloot (Fries en officieel: Follegeasleat) in de Nederlandse provincie Friesland verbindt het Prinses Margrietkanaal met het Tjeukemeer.
Vooral door de pleziervaart wordt het kanaal druk bevaren gedurende de zomermaanden. Het kanaal kruist in het dorp Follega de N354 middels de Follegabrug.